# Juan Tama de la Estrella
Juan Tama de la Estrella va ser un líder indígena del poble Nasa, cacic de Vitoncó entre 1682 i 1718, va liderar el procés perquè la corona espanyola reconegués legalment els territoris indígenes.

## Resguards
En 1700, la Reial Audiència de Quito va atorgar els títols dels reguardos a cinc poblacions nasa: Jambaló, Vitoncó, San Francisco de Caldono, Quichaya i Pitayó, va reconèixer l'autoritat dels seus respectius cacics i va nomenar a Tama com a cacic principal, tot això, utilitzant arguments basats en la llei colonial i en documents escrits.
Tama va orientar a les comunitats sobre la necessitat de defensar els seus territoris reconeguts enfront d'invasors d'aquests:
| «                                    | Tant a aquest particular com amb les terres que he donat en possessió, les defensaran amb els documents que en defensa d'aquestes terres se'ls atorga; barallaran fins a llevar-les en net. | » |
| — Carta de Juan Tama a Zumbicó, 1702 | |   |

## Personatge llegendari
El gran esforç polític i jurídic realitzat per Juan Tama en favor de la unitat i conservació del territori del poble nasa, enmig de l'opressió que l'embolicava, va fer que la tradició l'hagi convertit en fill de l'estrella i protector del seu poble, com encara se li recorda. Al voltant d'aquest líder històric es van teixir nombroses llegendes les quals conserven una estructura fonamental, encara que amb versions que varien en cada comunitat.
Els relats sempre afirmen que va néixer en les aigües d'una feta fallida, en la qual va ser trobat en l'aigua pels metges tradicionals el fill de l'estrella i el tro (Kpi’sx), però cada comunitat identifica una feta fallida o un riu del seu propis territori com el lloc del seu naixement: segons la versió de Mosoco va néixer a Path yu (quebrada de Pátalo); a Vitoncó indiquen el riu Lucero, el qual neix des de la serralada del Páramo de Moras; a Pitayó s'argumenta que Juan Tama va néixer a una quebrada denominada sxîkwet yu' (l'aigua que passa per una pedra); el poble de San Francisco de Caldono fa el propi, igual que Jambaló i Quichaya. Els the Wala (metges tradicionals) van haver de reunir-se per aconseguir treure'l del corrent i ho van lliurar a dones molt joves per a ser alletat. Les noies que assumien aquesta labor morien, era l'època de guerra contra els espanyols.
Segons la versió de Mosoco, quan van treure al bebè de la feta fallida estava embolicat en "chumbes" o faixes de fil de colors i la seva pell estava coberta d'escates i tenia un llibre amb els límits del territori indígena i les seves lleis. Altres versions indiquen que va néixer solament el cap en forma de carabassa i a mesura que s'alimentava va créixer la resta del cos.
Abans de culminar parcialment la seva missió, va deixar diversos ensenyaments per al seu poble set normes per a la permanència cultural, com la de defensar el territori o la de casar-se només amb dones de la comunitat i després d'ensenyar rituals i ensenyaments mèdics va ser a la llacuna d'origen, en l'erm de Mores, juntament amb la seva companya. Encara moltes d'aquests ensenyaments s'apliquen. Abans de partir va deixar la promesa del seu retorn “Jo m'aniré a viure a una llacuna, Jo no moro mai”.
El ritual, del refrescamiento de vares o de bastons (kambo finsee) és realitzat cada any en la llacuna de Juan Tama. La comunitat en rentar aquestes vares les refresca, traient-los l'excés de “calor” produïda per les contradiccions socials i la defensa del territori i pels conflictes interns. La comunitat es “neteja” a si mateixa, evitant la que les diferències internes trenquin l'harmonia i la unitat nasa. La llacuna Juan Tama està ubicada al resguardo indígena de Mosoco, municipi de Páez.

## Llibán
Els relats sobre Juan Tama mostren una gran semblança amb els més antics relats sobre Llibán o Dxi'p A', heroi de les lluites precolombines. Segons les versions, convocats per una cacica diversos metges tradicionals amb barrets d'or van provocar una creixent en una feta fallida en el corrent de la qual baixava el fill del tro, Llibán va ser alletat per noies de 13 a 14 anys, cadascuna de les quals després de 3 o 4 mesos moria. Quan va créixer va ser mèdic i guerrer i prenent a la mà una serp que es va convertir en llaç amb boles, va derrotar els pijaos. Després se'n va anar a viure per sempre a la llacuna de l'ós (E'sxufy ĩkh). El seu company de lluita, Juan Chiracol o Sxî'hra'cu'li, fill d'un jaguar i una dona nasa, va donar les lleis tradicionals i va ordenar no vendre les terres.

## Importància per al poble Nasa
En l'aspecte polític, va ser un dels líders que no va proposar resistència armada contra les seves contendores (l'home blanc). Ell va proposar el diàleg i l'acció jurídica, amb els quals va aconseguir els títols dels resguards i l'autonomia de l'els cacicats, encara que, en aquest exercici va haver d'acceptar el sotmetiment al rei d'Espanya i a les autoritats colonials i la ingerència els "capellans doctrineros.
Encara que Juan Tama va poder llibertar algunes terres dels indígenes, la construcció de territoris i de pensaments va continuar, espais de lluita que han estat mantinguts des de llavors pels majors i pels metges tradicionals, per la resistència de les comunitats i l'organització indígena, que se sent inspirada per la memòria de Juan Tama.

## La companya de Juan Tama
L'esposa de Juan Tama era la cacica de Wila, Mariana Mondiguagua, anomenada Kwe Dxi' en els relats, qui també se'n va anar a viure amb ell a la llacuna.